# Lamma-eiland
Lamma-eiland of Lamma Island is een Hongkongs eiland. Het hoort bij de Islands District van de Hongkongse New Territories. Een andere naam voor het eiland is Pok Liu Chau.

## Bevolking
Op het eiland wonen ongeveer zesduizend mensen. De acteur Chow Yun-Fat groeide op in het dorp Tung O in Yung Shue Wan. Zijn familie beheert nog steeds een Kantonees restaurant daar.
Het eiland kent ook een groep Westerse mensen. Ze worden gekenmerkt als hippies of mensen die van een alternatieve levensstijl houden. Het eiland heeft een zeer rustige sfeer, wat ze aantrekt.

## Volkscultuur
Het eiland heeft drie tempels die gewijd zijn aan de zeegodin Tianhou. De tempels liggen in Yung Shue Wan, Sok Kwu Wan en Luk Chau Village. Tianhoubaodan wordt op het eiland uitbundig gevierd.
Tijdens Chinees nieuwjaar wordt er zeer veel knal- en siervuurwerk afgestoken op het eiland. De harde knallen zijn bedoeld om boze geesten weg te jagen.

## Dorpen

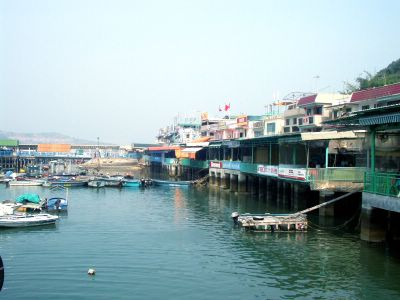
Sok Kwu Wan, Lamma Island

- Luk Chau Village
- Mo Tat
- Pak Kok (北角)
- Sok Kwu Wan
- Tai Peng
- Tai Yuen
- Tung O
- Wang Long
- Yung Shue Ha
- Yung Shue Wan

## Bereikbaarheid
Het eiland heeft veerdiensten vanuit de pieren van Yung Shue Wan en Sok Kwu Wan die naar Central gaan in Hong Kong Island. De reis duurt vijfentwintig minuten.